# Protéine associée aux microtubules
Les protéines associées aux microtubules (en anglais : microtubule-associated proteins, MAP) sont une famille diversifiée de protéines, souvent phosphorylables. Elles se situent dans la zone péricentriolaire et dans le hyaloplasme. Elles régulent la formation des microtubules en favorisant leur stabilisation ou leur déstabilisation.

## Interactions
Les microtubules sont riches en MAP, dont certaines sont des protéines motrices transportant des mitochondries, des organites entourés de membranes ou des vésicules le long des microtubules. Les MAP non motrices permettent de réguler la présence des MAP motrices sur le microtubule et y maintiennent ainsi un équilibre, qui dépend de leur emplacement dans la cellule.

### Compétition entre MAP7 et tau
La compétition entre MAP7 (en) et tau dans les cellules neuronales illustre la fine régulation des protéines motrices par les MAP non motrices. MAP7 est présente à la fois dans les dendrites et les axones, tandis que tau est principalement présente dans les axones.
MAP7 augmente l'affinité de la kinésine-1 pour le microtubule sans affecter son fonctionnement, à l’inverse de tau qui empêche la liaison de la kinésine-1 au microtubule et qui inhibe son activité. La présence de MAP7 peut néanmoins restaurer son activité. En effet, alors que la protéine tau se lie aux microtubules plus rapidement que MAP7, MAP7 est capable d'envahir les régions du microtubule riches en tau par un mécanisme qui implique son domaine C-terminal, son affinité plus élevée et une durée typique de liaison avec le microtubule plus longue. Par conséquent, la surexpression de MAP7 influence l'équilibre des transporteurs en faveur de la kinésine-1. Une modification de la répartition des organites est alors induite par ce déséquilibre : dans cet exemple, les vésicules et organites conduits vers l’extrémité plus du microtubule par la kinésine-1 tels que les appareils de Golgi sont déplacés dans le corps cellulaire et aux extrémités des dendrites.
Dans les maladies neurodégénératives telles que la maladie d'Alzheimer, la protéine tau est hyperphosphorylée et se dissocie du microtubule. En l'absence de tau, la présence de MAP7 sur le microtubule pourrait faire pencher l’équilibre du transport en faveur de la kinésine-1, comme lors d’une surexpression de MAP7. Cette perturbation du transport rétrograde basé sur la dynéine pourrait avoir un rôle dans les effets neurodégénératifs.
Par ailleurs, MAP7 réduit considérablement la quantité totale de kinesine-3 (KIF1A) sur le microtubule. De la même manière que pour la kinésine-1, tau réduit fortement la présence et la motilité de la kinésine-3 sur le microtubule.